# 川音川

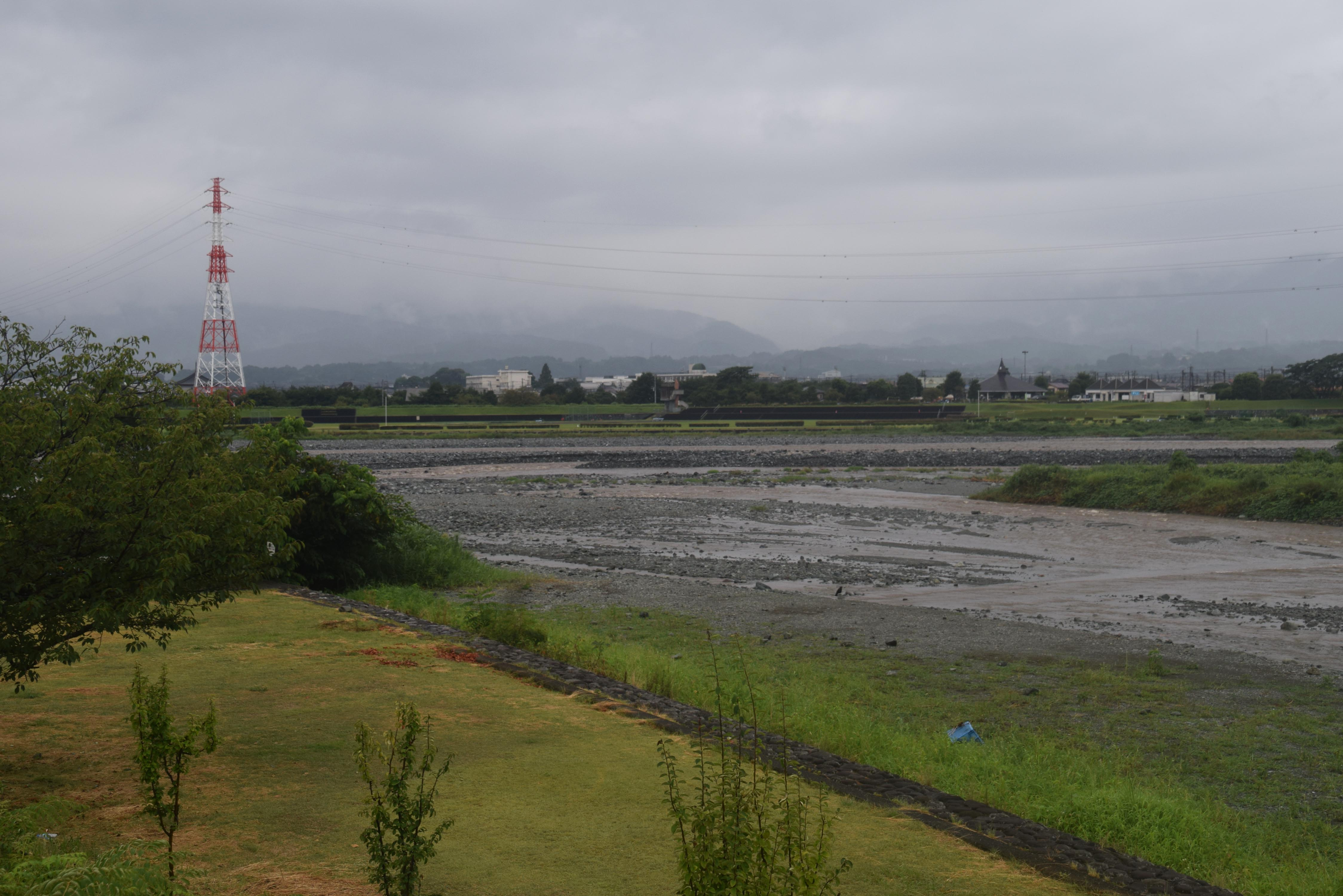
川音川（手前）は酒匂川へ合流（松田町で）。

川音川（かわおとがわ、かわとがわ）は、神奈川県西部を流れる川で、二級河川の酒匂川の、狩川と並ぶ重要な支流である。

## 概要
川音川は、丹沢山系から流れる中津川と四十八瀬川が秦野市八沢（はっさわ、松田町との境界付近）で合流し、この名に変えて下り、松田町で酒匂川本流へ注ぐ。全長は約3.2キロメートル。

## 橋梁
下流からおもに、次のような橋梁がある。
- 県道711号橋（文久橋）
- JR東海御殿場線橋
- 国道255号橋（松田橋）
- 小田急小田原線橋
- 県道72号橋（籠場橋）
- 東名高速道路橋